# نامرئی (آهنگ لینکین پارک)
نامرئی (به انگلیسی: Invisible) نام ترانه‌ای از گروه لینکین پارک است؛ این ترانه توسط مایک شینودا خوانده شده‌است.

## انتشار
این ترانه در ۱۰ مه ۲۰۱۷ به صورت دیجیتالی توسط لینکین پارک منتشر شد؛ در همان روز گروه یک موزیک ویدئو برای این ترانه در یوتیوب منتشر کرد.

## اجرای زنده
این ترانه معمولاً در نیمه پایانی کنسرت‌ها توسط مایک شینودا انجام می‌شد؛ بر لب داشتن لبخند هنگام اجرای این ترانه توسط مایک، از ویژگی‌های اجرای آن است.

## رتبه در جدول‌ها
| جدول سال ۲۰۱۷                        | رتبه |
| ------------------------------------ | ---- |
| جمهوری چک (صد آهنگ دیجیتالی برتر)    | ۶۶   |
| اسکاتلند                             | ۹۰   |
| آمریکا (ترانه‌های برتر راک - بیلبورد) | ۳۲   |